# Балтиморский университет
Балтиморский университет (англ. University of Baltimore) — общественный университет в Балтиморе и часть университетской системы Мэриленда. Школы и колледжи Балтиморского университета предоставляют образование в области бизнеса, права, общественных отношений, прикладных искусств и наук.

## История

### Предыстория
Территория возле университетского городка была впервые заселена в 1700-х годах, с сельскохозяйственными угодьями и лесными участками, окружающими реку Водопады Джонс, которая тогда была практичным транспортным средством. Транспортное наследие реки предвещало более позднее использование: с созданием конкурирующих железнодорожных станций Маунт-Роял и Пенсильвания развитие в этом районе пошло полным ходом. Здания, построенные в первой половине 1900-х годов, включали в себя два здания, которые позже будут использоваться университетом: здание сбережений и займов Лойолы (ныне здание свободных искусств и политики) и «старый гараж» (ныне административное здание), который станет одним из первых закрытых автомобильных торговых центров в Соединенных Штатах. Они были возведены в дополнение к значительной жилой застройке в районе Мидтаун-Бельведер и получили большую выгоду от статуса района как регионального узла на конкурирующих железных дорогах.

### Ранняя история
Основанная группой бизнес-профессионалов из Балтимора, Балтиморский университет изначально стремился предоставить образовательные возможности для работающих мужчин и женщин. Первые занятия проводились не в нынешнем здании свободных искусств и политики, а в четырёхэтажном доме на Сент-Пол-Стрит в 1925 году.
В 1937 году, после добавления дневных программ в дополнение к первоначальным вечерним курсам, к университету был добавлен полноценный младший колледж. Другие изменения в последующие десятилетия включали строительство библиотеки Лангсдэйла в 1966 году. В 1970-х годах Балтиморский университет объединился с Восточным колледжем, Юридической школой Маунт-Вернон и Балтиморским колледжем торговли.
Во время президентства Томаса Пуллена университет получил полную аккредитацию в 1971 году в Ассоциации колледжей и школ Средних штатов. В 1975 году Балтиморский университет стал «высшим учебным заведением дивизиона», предлагая только третий и четвёртый год бакалавриата и аспирантуры. В это время право собственности было передано штату Мэриленд.

### Поздние события
«Инициатива нижнего отдела» была программой, которая началась в 2005 году, чтобы расширить позиции Балтиморского университета, предоставляя первые два года степени бакалавра. В апреле 2005 года совет регентов университетской системы Мэриленда одобрил планы, которые позволят университету начать приём первокурсников и второкурсников. Согласно первоначальному плану, первокурсники и второкурсники должны были быть приняты начиная с осени 2006 года.
15 февраля 2006 года комиссия по высшему образованию Мэриленда единогласно одобрила пересмотренное заявление о миссии, представленное Балтиморским университетом, что позволило университету вернуться к четырёхлетнему статусу бакалавра. Это была та же самая инициатива, которая получила одобрение совета регентов в 2005 году, однако план был несколько пересмотрен, потребовав приёма первокурсников осенью 2007 года.
Университет заявил, что новая программа лучше отражает текущую направленность и предназначена для подготовки студентов в области бизнеса, юриспруденции, технологии, общественных отношений и прикладных гуманитарных наук. Он заявил, что предложит первокурсникам «бесплатное» обучение в течение первого года обучения, что стало возможным благодаря анонимному частному спонсору.
Незадолго до этих изменений университет также изменил цвета на синий (PMS 3025) и зелёный (PMS 362), обновил логотип «UB» и принял новый слоган Knowledge That Works (Знание, которое работает). по состоянию на 2016 год университетским цветом является только синий (PMS 7690).
В 2011 году университет выступил местом проведения Балканского бизнес-саммита 2011 года. Спустя годы после этого события было построено новое 12-этажное здание для юридической школы университета, а также были построены дополнительные общежития на территории кампуса. В мае 2014 года было объявлено, что Курт Шмок станет восьмым президентом университета, сменив ушедшего в отставку президента Роберта Богомольного.

## Известные выпускники
- Джеффри Клугер — писатель и журналист
- Спиро Агню — 39-й вице-президент США[11]
- Рэд Хольцман — профессиональный баскетболист и тренер[12]